# Fuga (pel·lícula)
Fuga és una pel·lícula xileno-argentina dramàtica del 2006, opera prima del director Pablo Larraín i protagonitzada per Benjamín Vicuña, Gastón Pauls, Alfredo Castro i Francisca Imboden. Va ser estrenada el 30 de març de 2006 a Xile i l'1 de març de 2007 a l'Argentina.

## Sinopsi
Es relata la història d'Eliseo Montalbán (Benjamín Vicuña), qui en la seva infància veu com la seva germana és morta i violada sobre un piano, mentre incidentalment es compon una peça musical que després, segons ell, càrrega la mort. Aquest esdeveniment produeix que el nen creixi com un prodigi en la música amb una personalitat obsessiva i pertorbada, sobretot amb la peça musical, que després li servirà de base per compondre una Rapsòdia, la seva obra mestra, però al moment d'estrenar-la el seu interès amorós, la pianista Georgina (Francisca Imboden), mor a instants d'haver-la començat a interpretar davant d'un Teatre Municipal de Santiago ple. Això provoca un intens turment mental que decideix al seu pare, a tancar-lo en un manicomi, on Eliseo cau en la clandestinitat i l'oblit.
Mentre un turmentat Eliseo roman en la clandestinitat després de fugir del manicomi, Ricardo Coppa (Gastón Pauls) intentarà amb un grup de músics recuperar la peça musical de Montalbán i així fer-la seva, sense adonar-se que estan corrent perill.

## Repartiment

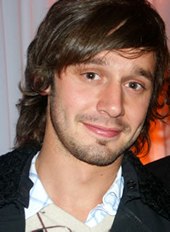
Benjamín Vicuña és l'actor principal del film.

- Benjamín Vicuña com Eliseo Montalbán Subercaseux.
- Gastón Pauls com Ricardo Coppa.
- Alfredo Castro com Claudio Leal.
- Francisca Imboden com Georgina.
- Héctor Noguera com Dr. Klaus Roth.
- María Izquierdo com Isidora Subercaseux.
- Willy Semler com Aníbal Montalbán.
- Alejandro Trejo com Víctor Pacián.
- Mateo Iribarren com Alejandro Rage.
- Marcial Tagle com Miguel Recabarren.
- Paulina Urrutia com Macarena Sancho.
- Luis Dubó com Dubó.
- José Soza com Carlitos.
- Claudio Espinoza com Tomasito
- Héctor Morales com Toño.
- Jaime Caledón com Director del teatre.
- Nelly Meruane com Dona del velatori.
- Otilio Castro com Funcionari municipal.
- Paulina Hunt com Dra. Errivarrizuela.
- José Luis Bouchon com Dr. Manuel.
- Jaime Troncoso com Dr. Miranda

## Crítiques

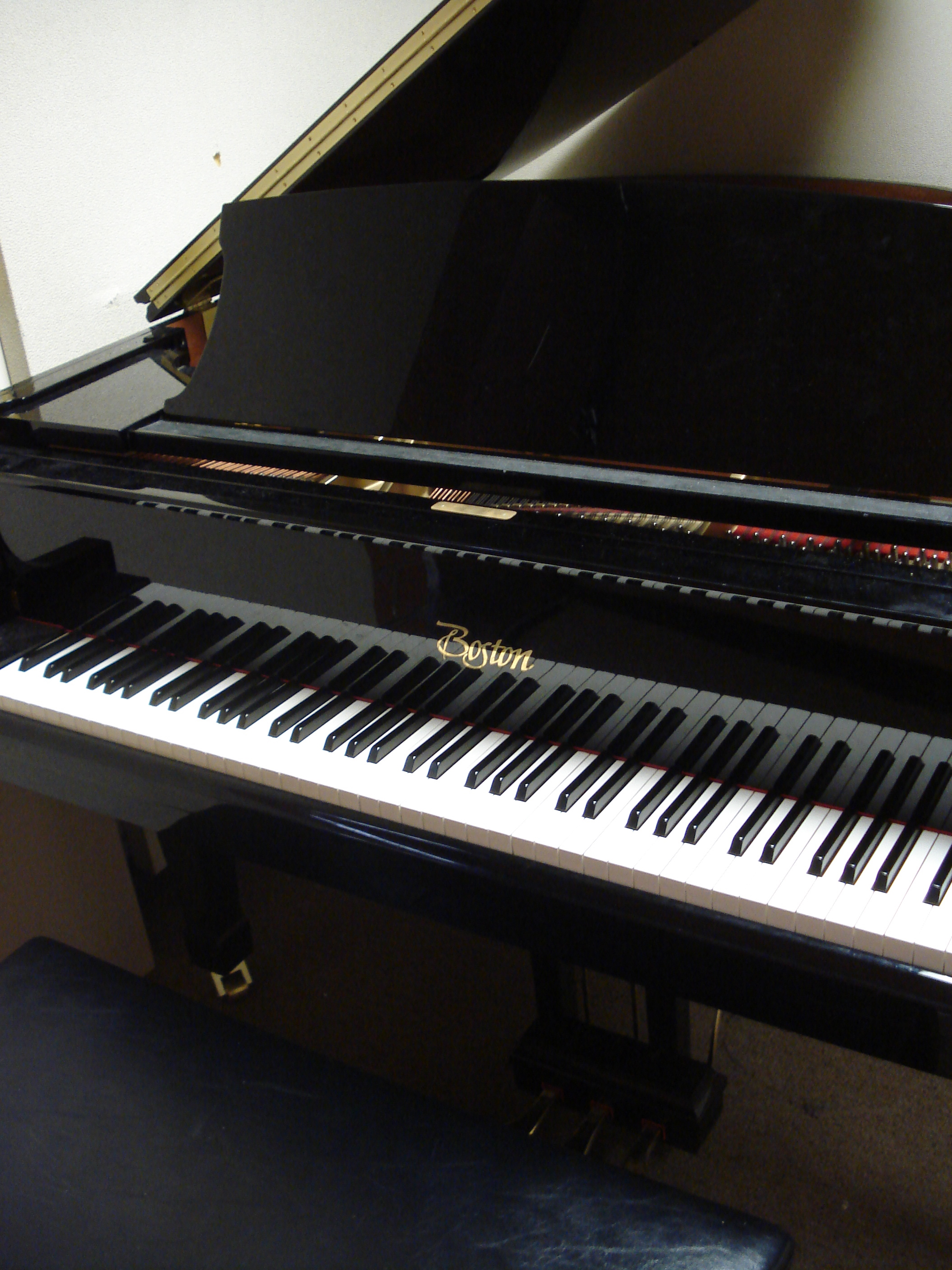
El piano, uno de los ejes principales en la película.

Malgrat reunir prop de 100.000 espectadors a les sales xilenes, Fuga va sofrir una dura recepció de la crítica i la premsa en general. Segons columnes i articles publicats en l'època, a Larraín se'l va criticar que el seu pare fos Hernán Larraín, actual senador i important dirigent de la UDI, i els atacs per la seva suposada filiació política van ser nombrosos.
La cinta va costar un milió de dòlars i va tenir de protagonistes a Benjamín Vicuña i l'argentí Gastón Pauls, però això poc va importar. Acusada d'ambiciosa, Fuga va tirar mà a recursos propis de la publicitat, va picar l'ullet a films clàssics i el seu propi excés la va fer inversemblant, segons van dir les crítiques.

## Premis
Durant 2006 i 2007, Fugida va estar entre els nominats de diversos festivals de cinema internacionals, els quals van ser:n:
Festival Internacional de Cine de Cartagena 2007
| Categoria          | Nominat       | Resultat  |
| ------------------ | ------------- | --------- |
| Millor opera prima | Pablo Larraín | Guanyador |
| Millor pel·lícula  | Pablo Larraín | Nominat   |

Festival de Màlaga de Cinema Espanyol 2007
| Categoria                                   | Nominat         | Resultat  |
| ------------------------------------------- | --------------- | --------- |
| Territori llatinoamericà: Millor pel·lícula | Pablo Larraín   | Guanyador |
| Territori llatinoamericà: Millor actor      | Benjamín Vicuña | Guanyador |

Festival Trieste de cinema llatino-americà 2006
| Categoria         | Nominat                      | Resultat   |
| ----------------- | ---------------------------- | ---------- |
| Millor pel·lícula | Millor pel·lícula            | Guanyador  |
| Millor actuació   | Benjamín Vicuña Gastón Pauls | Guanyadors |